# Calligrapha alni
Calligrapha alni är en skalbaggsart som beskrevs av Schaeffer 1928. Calligrapha alni ingår i släktet Calligrapha och familjen bladbaggar. Inga underarter finns listade i Catalogue of Life.